# Монголия на летних Олимпийских играх 2016
Монголия на летних Олимпийских играх 2016 года будет представлена как минимум в девяти видах спорта.

## Медали
| Серебро |                           |                           |            |
| №       | Спортсмены                | Вид спорта (дисциплина)   | Дата       |
| 1       | Доржсурэнгийн Сумъяа      | Дзюдо (до 57 кг, женщины) | 8 августа  |
| Бронза  |                           |                           |            |
| №       | Спортсмены                | Вид спорта (дисциплина)   | Дата       |
| 1       | Доржнямбуугийн Отгондалай | Бокс (до 60 кг, мужчины)  | 14 августа |

## Состав сборной
Бокс
1. Ганхуягийн Ган-Эрдэнэ
2. Доржнямбуугийн Отгондалай
3. Бямбын Тувшинбат
4. Эрденебатын Цэндбаатар
5. Баатарсухийн Чинзориг
6. Хархуугийн Энх-Амар

 Борьба
Вольная борьба
1. Эрдэнэбатын Бэхбаяр
2. Ганзоригийн Мандахнаран
3. Пурэвжавын Онорбат
4. Оргодолын Уйтумэн
5. Доржхандын Худэрбулга
6. Жаргалсайханы Чулуунбат
7. Соронзонболдын Батцэцэг
8. Очирбатын Насанбурмаа
9. Пурэвдорджийн Орхон
10. Эрдэнэчимэгийн Сумъяа

 Дзюдо
1. Ганбаатарын Одбаяр
2. Лхагвасурэнгийн Отгонбаатар
3. Найдангийн Тувшинбаяр
4. Давадоржийн Тумурхулэг
5. Баттулгын Тэмуулэн
6. Отгонбаатарын Ууганбаатар
7. Цэнд-Очирын Цогтбаатар
8. Пурэвжаргалын Лхамдэгд
9. Цэдэвсурэнгийн Монхзаяа
10. Цэнд-Аюушийн Наранжаргал
11. Доржсурэнгийн Сумъяа
12. Мунхбатын Уранцэцэг
13. Адьяасамбуугийн Цолмон

 Лёгкая атлетика
1. Цевенравдангийн Бямбажав
2. Дамбадаржагийн Гантулга
3. Бат-Очирын Сэр-Од
4. Баярцогтын Монхзаяа
5. Лувсанлхундэгийн Отгонбаяр

 Плавание
1. Бацайхан Дулгуун
2. Есуй Баяр

 Стрельба
1. Отрядын Гундэгмаа
2. Цогбадрахын Монхзул
3. Ганхуяг Нандинзаяа

 Стрельба из лука
1. Жанцангийн Гантугс

 Тхэквондо
1. Пурэвжавын Тэмуужин

 Тяжёлая атлетика
1. Чагнадорж Усухбаяр
2. Квота 2

## Результаты соревнований

### Бокс
Квоты, завоёванные спортсменами являются именными. Если от одной страны путёвки на Игры завоюют два и более спортсмена, то право выбора боксёра предоставляется национальному Олимпийскому комитету. Соревнования по боксу проходят по системе плей-офф. Для победы в олимпийском турнире боксёру необходимо одержать либо четыре, либо пять побед в зависимости от жеребьёвки соревнований. Оба спортсмена, проигравшие в полуфинальных поединках, становятся обладателями бронзовых наград.
Мужчины
| Категория | Спортсмены                    | Первый раунд             | Второй раунд         | Четвертьфинал        | Полуфинал            | Финал                | Место                |
| Категория | Спортсмены                    | Соперник Результат       | Соперник Результат   | Соперник Результат   | Соперник Результат   | Соперник Результат   | Место                |
| --------- | ----------------------------- | ------------------------ | -------------------- | -------------------- | -------------------- | -------------------- | -------------------- |
| до 49 кг  | Ганхуягийн Ган-Эрдэнэ (7)     | не участвовал            | ECUК. Кипо П 0:3     | завершил выступление | завершил выступление | завершил выступление | завершил выступление |
| до 52 кг  | Хархуугийн Энх-Амар           |                          |                      |                      |                      |                      |                      |
| до 56 кг  | Эрденебатын Цэндбаатар        | KENБ. Гичару В 3:0       | BLRД. Асанов (5) :   |                      |                      |                      |                      |
| до 60 кг  | Доржнямбуугийн Отгондалай (7) | не участвовал            | NEDЭ. Лакрус В 2:1   |                      |                      |                      |                      |
| до 64 кг  | Баатарсухийн Чинзориг         | QATТ. Тарумалингам В 3:0 | RUSВ. Дунайцев (1) : |                      |                      |                      |                      |
| до 69 кг  | Бямбын Тувшинбат              | ARGА. Пальметта В 3:0    | IRLС. Доннели :      |                      |                      |                      |                      |

### Борьба
В соревнованиях по борьбе, как и на предыдущих трёх Играх, будет разыгрываться 18 комплектов наград. По 6 у мужчин в вольной и греко-римской борьбе и 6 у женщин в вольной борьбе. Турнир пройдёт по олимпийской системе с выбыванием. В утешительный раунд попадают участники, проигравшие в своих поединках будущим финалистам соревнований. Каждый поединок состоит из двух раундов по 3 минуты, победителем становится спортсмен, набравший большее количество технических очков. По окончании схватки, в зависимости от результатов спортсменам начисляются классификационные очки.
Мужчины
Вольная борьба
| Категория | Спортсмены              | Первый раунд       | 1/8 финала           | Четвертьфинал       | Полуфинал          | Утешительный четвертьфинал | Утешительный полуфинал | Финал / Бой за бронзу | Финал / Бой за бронзу |
| Категория | Спортсмены              | Соперник Результат | Соперник Результат   | Соперник Результат  | Соперник Результат | Соперник Результат         | Соперник Результат     | Соперник Результат    | Место                 |
| --------- | ----------------------- | ------------------ | -------------------- | ------------------- | ------------------ | -------------------------- | ---------------------- | --------------------- | --------------------- |
| до 57 кг  | Эрдэнэбатын Бэхбаяр     | SENА. Диата П 1-3  |                      |                     |                    |                            |                        |                       |                       |
| до 65 кг  | Ганзоригийн Мандахнаран | INDЙ. Дутт В 3-0   | CHNЕ. Катай В 3-0    | RUSС. Рамонов П 0-3 |                    | не участвовал              | CANА. Веранес В 3-0    | UZBИ. Наврузов П 1-3  | 5                     |
| до 74 кг  | Пурэвжавын Онорбат      | не участвовал      | TURС. Демирташ П 1-3 |                     |                    |                            |                        |                       |                       |
| до 86 кг  | Оргодолын Уйтумэн       | BULМ. Ганев П 0-5  |                      |                     |                    |                            |                        |                       |                       |
| до 97 кг  | Оргодолын Уйтумэн       | не участвовал      | KGZМ. Мусаев П 0-3   |                     |                    |                            |                        |                       |                       |
| до 125 кг | Жаргалсайханы Чулуунбат | не участвовал      | TURТ. Акгюль П 0-4   |                     |                    | не участвовал              | BLRИ. Саидов П 1-3     |                       |                       |

Женщины
Вольная борьба
| Соревнование | Спортсмены              | Первый раунд         | 1/8 финала            | Четвертьфинал         | Полуфинал          | Утешительный четвертьфинал | Утешительный полуфинал | Финал / Бой за бронзу | Финал / Бой за бронзу |
| Соревнование | Спортсмены              | Соперник Результат   | Соперник Результат    | Соперник Результат    | Соперник Результат | Соперник Результат         | Соперник Результат     | Соперник Результат    | Место                 |
| ------------ | ----------------------- | -------------------- | --------------------- | --------------------- | ------------------ | -------------------------- | ---------------------- | --------------------- | --------------------- |
| до 53 кг     | Эрдэнэчимэгийн Сумъяа   | не участвовала       | POLК. Кравчик П 1-3   |                       |                    |                            |                        |                       |                       |
| до 58 кг     | Пурэвдорджийн Орхон     | BULМ. Христова В 3-1 | RUSВ. Коблова П 0-4   |                       |                    | GERЛ. Нимиш В 5-0          | INDС. Малик П 1-3      |                       | 7                     |
| до 63 кг     | Соронзонболдын Батцэцэг | не участвовала       | NGRБ. Оборудуду В 3-1 | USAК. Пирожкова П 1-3 |                    |                            |                        |                       |                       |
| до 69 кг     | Очирбатын Насанбурмаа   | не участвовала       | CHNВ. Чэнь В 5-0      | RUSН. Воробьёва П 0-5 |                    | не участвовала             | UZBЭ. Сыздыкова П 1-3  |                       | 8                     |

### Водные виды спорта

#### Плавание
В следующий раунд на каждой дистанции проходят спортсмены, показавшие лучший результат, независимо от места, занятого в своём заплыве.
Мужчины
| Дистанция                | Спортсмены       | Предварительный раунд | Предварительный раунд | Предварительный раунд | Полуфинал            | Полуфинал            | Полуфинал            | Финал                | Финал                |
| Дистанция                | Спортсмены       | Заплыв                | Результат             | Место                 | Заплыв               | Результат            | Место                | Результат            | Место                |
| ------------------------ | ---------------- | --------------------- | --------------------- | --------------------- | -------------------- | -------------------- | -------------------- | -------------------- | -------------------- |
| 50 метров вольным стилем | Бацайхан Дулгуун | 5                     | 24,90                 | 8                     | Завершил выступление | Завершил выступление | Завершил выступление | Завершил выступление | Завершил выступление |

Женщины
| Дистанция                | Спортсмены | Предварительный раунд | Предварительный раунд | Предварительный раунд | Полуфинал             | Полуфинал             | Полуфинал             | Финал                 | Финал                 |
| Дистанция                | Спортсмены | Заплыв                | Результат             | Место                 | Заплыв                | Результат             | Место                 | Результат             | Место                 |
| ------------------------ | ---------- | --------------------- | --------------------- | --------------------- | --------------------- | --------------------- | --------------------- | --------------------- | --------------------- |
| 50 метров вольным стилем | Есуй Баяр  | 4                     | 28,40                 | 2                     | Завершила выступление | Завершила выступление | Завершила выступление | Завершила выступление | Завершила выступление |

### Дзюдо
Соревнования по дзюдо проводились по системе с выбыванием. В утешительные раунды попадали спортсмены, проигравшие полуфиналистам турнира. Два спортсмена, одержавших победу в утешительном раунде, в поединке за бронзу сражались с дзюдоистами, проигравшими в полуфинале.
Мужчины
| Категория    | Спортсмены                  | 1/32 финала           | 1/16 финала                | 1/8 финала                 | Четвертьфинал                    | Полуфинал               | Финал                     | Место |
| Категория    | Спортсмены                  | Соперник Результат    | Соперник Результат         | Соперник Результат         | Соперник Результат               | Соперник Результат      | Соперник Результат        | Место |
| ------------ | --------------------------- | --------------------- | -------------------------- | -------------------------- | -------------------------------- | ----------------------- | ------------------------- | ----- |
| до 60 кг     | Цэнд-Очирын Цогтбаатар      | GUAХ. Рамос В 100:000 | FINЮ. Рейнвалл В 011:000   | KORКим Вон Джин П 001:010  | завершил выступление             | завершил выступление    | завершил выступление      | 9     |
| до 66 кг     | Давадоржийн Тумурхулэг      | не участвовал         | KSAС. Хамад В 100:000      | ALGХ. Зурдани В 101:000    | Ф. Базиле (ITA) П 000:100        | Утешительный турнир     | Утешительный турнир       | 7     |
| до 66 кг     | Давадоржийн Тумурхулэг      | не участвовал         | KSAС. Хамад В 100:000      | ALGХ. Зурдани В 101:000    | Ф. Базиле (ITA) П 000:100        | CANА. Бушар П 000:010   | завершил выступление      | 7     |
| до 73 кг     | Ганбаатарын Одбаяр          | не участвовал         | EGYМ. Мохиэльдин В 100:001 | USAН. Дельпополо П 000:010 | завершил выступление             | завершил выступление    | завершил выступление      | 9     |
| до 81 кг     | Отгонбаатарын Ууганбаатар   | не участвовал         | EGYМ. Абделааль П 000:101  | завершил выступление       | завершил выступление             | завершил выступление    | завершил выступление      | 17    |
| до 90 кг     | Лхагвасурэнгийн Отгонбаатар | не участвовал         | NEDН. ван ’т Энд В 100:000 | CUBА. Гонсалес В 100:000   | GEOВ. Липартелиани П 000s2:000s1 | Утешительный турнир     | Утешительный турнир       | 5     |
| до 90 кг     | Лхагвасурэнгийн Отгонбаатар | не участвовал         | NEDН. ван ’т Энд В 100:000 | CUBА. Гонсалес В 100:000   | GEOВ. Липартелиани П 000s2:000s1 | AZEМ. Мехдиев В 001:000 | CHNЧэн Сюньчжао П 000:001 | 5     |
| до 100 кг    | Найдангийн Тувшинбаяр       |                       |                            |                            |                                  |                         |                           |       |
| свыше 100 кг | Баттулгын Тэмуулэн          |                       |                            |                            |                                  |                         |                           |       |

Женщины
В женской части соревнований надежды на медаль в первую очередь были связаны с Мунхбатын Уранцэцэг, выступавшей в весовой категории до 48 кг. Монгольская дзюдоистка была посеяна под первым номером, благодаря чему стартовала сразу с 1/8 финала. В первом поединке Уранцэцэг уверенно победила француженку Летицию Пайе, однако в четвертьфинале уступила бронзовой медалистке чемпионата мира 2015 года кореянке Чон Богён. В полуфинале утешительного турнира Уранцэцэг одолела действующую олимпийскую чемпионку и хозяйку соревнований Сару Менезес. В поединке за бронзу соперницей Мунхбатын стала японка Ами Кондо. Судьбу поединка решило всего одно действие. На последней секунде схватки японская дзюдоистка успешно провела приём Суми Отоси и стала обладательницей бронзовой награды.
| Категория | Спортсмены               | 1/16 финала              | 1/8 финала                 | Четвертьфинал                | Полуфинал                | Финал                 | Место |
| Категория | Спортсмены               | Соперник Результат       | Соперник Результат         | Соперник Результат           | Соперник Результат       | Соперник Результат    | Место |
| --------- | ------------------------ | ------------------------ | -------------------------- | ---------------------------- | ------------------------ | --------------------- | ----- |
| до 48 кг  | Мунхбатын Уранцэцэг      | не участвовала           | FRAЛ. Пайе В 100:000       | KORЧон Богён П 000:101       | Утешительный турнир      | Утешительный турнир   | 5     |
| до 48 кг  | Мунхбатын Уранцэцэг      | не участвовала           | FRAЛ. Пайе В 100:000       | KORЧон Богён П 000:101       | BRAС. Менезес В 100:000  | JPNА. Кондо П 000:001 | 5     |
| до 52 кг  | Адьяасамбуугийн Цолмон   | USAА. Дельгадо В 010:003 | JPNМ. Накамура П 000:100   | завершила выступление        | завершила выступление    | завершила выступление | 9     |
| до 57 кг  | Доржсурэнгийн Сумъяа     | не участвовала           | NEDС. Верхаген В 000:000s1 | PORТ. Монтейру В 000s1:000s2 | JPNК. Мацумото В 100:000 | BRAР. Силва П 000:010 | 2     |
| до 63 кг  | Цэдэвсурэнгийн Монхзаяа  | MARР. Зуак В 101:000     | CHNЯн Цзюнься П 001:100    | завершила выступление        | завершила выступление    | завершила выступление | 9     |
| до 70 кг  | Цэнд-Аюушийн Наранжаргал | GEOЭ. Стам П 000:011s3   | завершила выступление      | завершила выступление        | завершила выступление    | завершила выступление | 17    |
| до 78 кг  | Пурэвжаргалын Лхамдэгд   |                          |                            |                              |                          |                       |       |

### Лёгкая атлетика
Мужчины
Шоссейные дисциплины
| Дисциплина | Спортсмен                | Время | Место | Отставание |
| ---------- | ------------------------ | ----- | ----- | ---------- |
| марафон    | Бат-Очирын Сэр-Од        |       |       |            |
| марафон    | Дамбадаржагийн Гантулга  |       |       |            |
| марафон    | Цевенравдангийн Бямбажав |       |       |            |

Женщины
Шоссейные дисциплины
| Дисциплина | Спортсмен                  | Время | Место | Отставание |
| ---------- | -------------------------- | ----- | ----- | ---------- |
| марафон    | Баярцогтын Монхзаяа        |       |       |            |
| марафон    | Лувсанлхундэгийн Отгонбаяр |       |       |            |

### Стрельба
В январе 2013 года Международная федерация спортивной стрельбы приняла новые правила проведения соревнований на 2013—2016 года, которые, в частности, изменили порядок проведения финалов. Во многих дисциплинах спортсмены, прошедшие в финал, теперь начинают решающий раунд без очков, набранных в квалификации, а финал проходит по системе с выбыванием. Также в финалах после каждого раунда стрельбы из дальнейшей борьбы выбывает спортсмен с наименьшим количеством баллов. В скоростном пистолете решающие поединки проходят по системе попал-промах. В стендовой стрельбе добавился полуфинальный раунд, где определяются по два участника финального матча и поединка за третье место.
Женщины
| Соревнование                          | Спортсмены          | Квалификация | Квалификация | Полуфинал             | Полуфинал             | Финал                 | Финал                 |
| Соревнование                          | Спортсмены          | Результат    | Место        | Результат             | Место                 | Соперник/ Результат   | Место                 |
| ------------------------------------- | ------------------- | ------------ | ------------ | --------------------- | --------------------- | --------------------- | --------------------- |
| пневматическая винтовка, 10 метров    | Ганхуяг Нандинзаяа  | 414,8        | 14           | не проводится         | не проводится         | завершила выступление | завершила выступление |
| винтовка из трёх положений, 50 метров | Ганхуяг Нандинзаяа  |              |              | не проводится         | не проводится         |                       |                       |
| пневматический пистолет, 10 метров    | Отрядын Гундэгмаа   | 379          | 20           | не проводится         | не проводится         | завершила выступление | завершила выступление |
| пневматический пистолет, 10 метров    | Цогбадрахын Монхзул | 378          | 32           | не проводится         | не проводится         | завершила выступление | завершила выступление |
| пистолет, 25 метров                   | Цогбадрахын Монхзул | 580          | 11           | завершила выступление | завершила выступление | завершила выступление | завершила выступление |
| пистолет, 25 метров                   | Отрядын Гундэгмаа   | 579          | 12           | завершила выступление | завершила выступление | завершила выступление | завершила выступление |

### Стрельба из лука
В квалификации соревнований лучники выполняют 12 серий выстрелов по 6 стрел с расстояния 70-ти метров. По итогам предварительного раунда составляется сетка плей-офф, где в 1/32 финала 1-й номер посева встречается с 64-м, 2-й с 63-м и.т.д. В поединках на выбывание спортсмены выполняют по три выстрела. Участник, набравший за эту серию больше очков получает 2 очка. Если же оба лучника набрали одинаковое количество баллов, то они получают по одному очку. Победителем пары становится лучник, первым набравший 6 очков.
Мужчины
| Соревнование              | Спортсмены         | Квалификация | Квалификация | 1/32 финала               | 1/16 финала          | 1/8 финала           | Четвертьфинал        | Полуфинал            | Финал                | Место |
| Соревнование              | Спортсмены         | Результат    | Место        | Соперник Результат        | Соперник Результат   | Соперник Результат   | Соперник Результат   | Соперник Результат   | Соперник Результат   | Место |
| ------------------------- | ------------------ | ------------ | ------------ | ------------------------- | -------------------- | -------------------- | -------------------- | -------------------- | -------------------- | ----- |
| индивидуальное первенство | Жанцангийн Гантугс | 664          | 24           | THAВ. Тхамвонг (41) П 3:7 | завершил выступление | завершил выступление | завершил выступление | завершил выступление | завершил выступление | 33    |

### Тхэквондо
Соревнования по тхэквондо проходили по системе с выбыванием. Для победы в турнире спортсмену необходимо было одержать 4 победы. Тхэквондисты, проигравшие по ходу соревнований будущим финалистам, принимали участие в утешительном турнире за две бронзовые медали.
Единственным представителем Монголии в соревнованиях тхэквондистов стал Пурэвжавын Тэмуужин, выступавший в весовой категории до 68 кг. Также Пурэвжавын стал первым тхэквондистом в истории страны, кому удалось отобраться на Олимпийские игры. На Игры в Рио-де-Жанейро Тэмуужин квалифицировался, выйдя в финал азиатского квалификационного турнира, проходившем с 16 по 17 апреля 2016 года в Маниле. В четвертьфинале отборочного турнира Тэмуужин сотворил одну из главных сенсаций, победив решением судьи двукратного призёра Олимпийских игр афганистанца Рохулла Никпая.
Мужчины
Перед началом Олимпийских игр монгольский тхэквондист, согласно своему положению в мировом рейтинге, получил 14-й номер посева. В первом раунде соревнований в весовой категории до 68 кг Тэмуужин встретился с бронзовым призёром последнего чемпионата мира мексиканцем Саулем Гутьерресом. Поединок сложился довольно неожиданно и завершился минимальной победой монгольского спортсмена 12:11. В четвертьфинале Тэмуужин встречался с испанцем Хоэлем Гонсалесом и уступил тому со счётом 4:7. У Тэмуужина оставался ещё шанс побороться за бронзовую медаль, но для этого было необходимо, чтобы Гонсалес пробился в финал, однако он неожиданно проиграл Ахмаду Абугаушу. Таким образом монгольский спортсмен завершил свои выступления на Олимпийских играх, заняв итоговое 9-е место.
| Категория | Спортсмены               | Первый раунд                | Четвертьфинал            | Полуфинал            | Финал                | Место |
| Категория | Спортсмены               | Соперник Результат          | Соперник Результат       | Соперник Результат   | Соперник Результат   | Место |
| --------- | ------------------------ | --------------------------- | ------------------------ | -------------------- | -------------------- | ----- |
| до 68 кг  | Пурэвжавын Тэмуужин (14) | MEXС. Гутьеррес (3) В 12:11 | ESPХ. Гонсалес (6) П 4:7 | завершил выступление | завершил выступление | 9     |

### Тяжёлая атлетика
Каждый НОК самостоятельно выбирает категорию в которой выступит её тяжелоатлет. В рамках соревнований проводятся два упражнения — рывок и толчок. В каждом из упражнений спортсмену даётся 3 попытки. Победитель определяется по сумме двух упражнений. При равенстве результатов победа присуждается спортсмену, с меньшим собственным весом.
Мужчины
| Категория | Спортсмены         | Вес   | Рывок | Рывок | Рывок | Толчок | Толчок | Толчок | Всего | Место |
| Категория | Спортсмены         | Вес   | 1     | 2     | 3     | 1      | 2      | 3      | Всего | Место |
| --------- | ------------------ | ----- | ----- | ----- | ----- | ------ | ------ | ------ | ----- | ----- |
| до 56 кг  | Чагнадорж Усухбаяр | 55,65 | 103   | 103   | 103   | —      | —      | —      | —     | DSQ   |

Женщины
| Категория | Спортсмены              | Вес   | Рывок | Рывок | Рывок | Толчок | Толчок | Толчок | Всего | Место |
| Категория | Спортсмены              | Вес   | 1     | 2     | 3     | 1      | 2      | 3      | Всего | Место |
| --------- | ----------------------- | ----- | ----- | ----- | ----- | ------ | ------ | ------ | ----- | ----- |
| до 69 кг  | Мунхжанцангийн Анхцэцэг | 68,97 | 106   | 106   | 108   | 131    | 135    | 135    | 237   | 8     |

## Допинг
21 августа 2016 года было объявлено, что монгольский тяжелоатлет Чагнадорж Усухбаяр был дисквалифицирован на 4 года за нарушение антидопинговых правил, в допинг-пробе спортсмена было выявлено повышенное содержание тестостерона.